# Rebelión de los Turbantes Amarillos
La Rebelión de los Turbantes Amarillos (黃巾之亂 - Huáng Jīn Zhī Luàn) fue una revuelta campesina que estalló el año 184 en China en tiempos del emperador Ling de la dinastía Han. Tomó su nombre de los pañuelos amarillos que los rebeldes llevaban en la cabeza. Es un punto importante en la historia del taoísmo por la asociación de los rebeldes con sociedades taoístas secretas. La revuelta es también el punto de partida de la novela histórica Romance de los Tres Reinos de Luo Guanzhong.

## Causas
Una de las principales causas de la rebelión fue una crisis agrícola durante la cual la hambruna obligó a muchos granjeros y antiguos colonos militares del norte a buscar empleo en el sur. Allí, grandes terratenientes explotaban el excedente de mano de obra para amasar grandes fortunas. La situación se agravó por pequeñas inundaciones a lo largo del curso bajo del río Amarillo. 
Los campesinos se vieron más oprimidos por los altos impuestos para financiar la construcción de fortificaciones a lo largo de la Ruta de la Seda y guarniciones contra infiltraciones de extranjeros e invasiones. Ante esta situación los terratenientes, campesinos sin tierra y los antiguos soldados ahora sin trabajo formaron unas 170 bandas armadas. También, ejércitos privados.
Al mismo tiempo el gobierno central de la Dinastía Han se debilitaba internamente. El poder de los terratenientes se había convertido en un problema de larga duración, pero en la fase previa a la rebelión los eunucos de la corte en especial lograron una considerable influencia sobre el emperador, lo que aprovecharon para enriquecerse.
Diez de los eunucos más poderosos formaron un grupo conocido como los Diez Asistentes. El emperador se refería a uno de ellos (Zhang Rang) como su "padre adoptivo". La mayor parte del pueblo consideraba al gobierno corrupto e incapaz. Las hambrunas y las inundaciones eran vistas como una señal de que el decadente emperador había perdido su mandato del cielo.
Por su plan para un nuevo comienzo la secta taoísta de Zhang Jue (también conocido como Zhang Jiao) estaba destinada a ser el enemigo más peligroso de la dinastía Han. Como preparación para la revuelta, Zhang envió a sus discípulos a ganar apoyos y organizar a sus seguidores en el norte de China. 
Se vieron ayudados por el descontento local con la política y por las sequías y las plagas entre la gente. Los rebeldes tenían aliados hasta en la corte imperial y fueron capaces de hacer los preparativos sin que los funcionarios gubernamentales se enteraran u obligándolos a callar.
Zhang planeó un alzamiento por todo el imperio. Pero antes de que lanzara la llamada a las armas su plan fue traicionado. Entonces, arrestaron y ejecutaron a los simpatizantes rebeldes en Luoyang y la revuelta en las provincias se vio obligada a comenzar antes de tiempo, el segundo mes de 184. 
A pesar del llamamiento prematuro y la inevitable falta de coordinación decenas de miles de hombres se unieron al levantamiento. Saquearon y destruyeron las oficinas del gobierno, y los ejércitos imperiales se vieron forzados a adoptar una actitud defensiva.

## Rebeldes

### Fundadores
El líder de la rebelión era Zhang Jue (también conocido como Zhang Jiao, conocido por sus seguidores como el "General del Cielo") y sus dos hermanos menores Zhang Bao y Zhang Liang (Western Han), nacidos todos en Julu (hoy en día condado de Pingxiang, Hebei). Los hermanos habían fundado una secta taoísta en el actual Shandong. Eran curanderos y normalmente aceptaban pacientes pro bono que no podían permitirse pagarles. Los hermanos vieron la dureza del mundo a través de su trabajo con los campesinos que muy a menudo veían como el gobierno local abusaba de ellos y los dejaba sobrecargados y hambrientos debido a los altos impuestos que recaudaban de ellos.

### Secta taoísta
Los rebeldes fueron los primeros pero no los últimos seguidores del Camino de la Paz Suprema (chino: 太平道; pinyin: Tàipíng Dào) y veneraban a la deidad Huang-Lao, que según Zhang Jue le había entregado un libro sagrado llamado Claves cruciales para el Camino de la Paz (chino simplificado: 太平要术; chino tradicional: 太平要術; pinyin: Tàipíng Yàoshù) Se decía que Zhang Jue era un hechicero y favorecía su imagen de "Gran Maestro". La secta enseñaba los principios de la igualdad de derechos y distribución equitativa de la tierra y cuando se proclamó la rebelión su lema de dieciséis palabras lo creó Zhang Jue:

蒼天已死，黃天當立。歲在甲子，天下大吉。
"El Cielo Azul ha perecido, el Cielo Amarillo se alzará pronto; ¡que en este año de jiazi haya prosperidad bajo el cielo!

Puesto que todos los hermanos eran curanderos lo propagaron con facilidad al hablar de él a sus pacientes para que lo extendieran entre los campesinos.

### Prácticas religiosas
Zhang Jue usaba una forma de taoísmo para curar a los enfermos mediante la confesión de sus pecados y curaciones basadas en la fe. La religión y la política de los hermanos Zhang estaban basadas en la creencia en un cambio apocalíptico en el orden del mundo y contaron a sus seguidores que en el año jiazi, comienzo de un nuevo ciclo sexagesimal, el cielo se volvería amarillo y que bajo este nuevo cielo el dominio de la dinastía Han terminaría y daría comienzo una nueva era de gobierno. 
Los caracteres para jiazi se convirtieron en un símbolo del cambio venidero y más adelante, cuando los seguidores de Zhang Jue se disponían a combatir, se ponían una tela amarilla alrededor de la cabeza como distintivo. De ahí en adelante pasaron a ser conocidos como los Turbantes Amarillos.
Casi todas las prácticas religiosas de la secta eran actividades comunales (trances colectivos, ayunos). Un típico servicio religioso consistía sobre todo en cantos y música, quema de incienso y sermones o anécdotas que podían ser compartidas por cualquier miembro de la congregación, incluso mujeres o aquellos que eran percibidos como bárbaros. Se sabe que diversos xiongnu como Yufuluo habían dado como mínimo su apoyo a la secta y muchos estudiosos han postulado que algunas de las enseñanzas de Zhang Jue pueden tener origen en el chamanismo dado que se presentaba como un sanador místico con una conexión directa con los cielos.
Aunque muchas de las creencias del Camino de la Paz Suprema se han perdido es muy probable que tuvieran alguna relación con el Camino de los Maestros Celestiales, sobre todo si se tiene en cuenta que Zhang Jue afirmaba ser descendiente de Zhang Daoling. También es notable que muchos de los escritos encontrados en los 52 capítulos supervivientes del Taiping Jing que se encuentran en el Daozang tienen relación directa con el Camino de los Maestros Celestiales. Además de esto es muy probable que posteriores sectas taoístas eliminasen cualquier discrepancia encontrada en el Camino.

## Acciones militares
Los rebeldes se concentraban mayoritariamente en tres áreas. El grupo liderado por Zhang Jue y sus dos hermanos consiguió el apoyo de la región al norte del río Amarillo, cerca de la tierra natal de Zhang Jue y su base en la comandancia de Wei. Un segundo alzamiento de importancia tuvo lugar en las comanderías de Guangyang y Zhuo de la provincia de Yuo, en las cercanías de la actual Pekín. 
El tercer centro de la rebelión estaba en las tres comanderías de Yingchuan, Runan y Nanyang y muy probablemente estuviera destinado a colaborar con los traidores en Luoyang en un intento de tomar la capital pero incluso sin su apoyo era una importante amenaza.
Durante las primeras semanas del levantamiento el gobierno del emperador Ling estaba principalmente preocupado por encontrar y ejecutar a los traidores en la capital y por la inmediata defensa de la ciudad. Al general en jefe He Jin, medio hermano de la emperatriz He, se le puso a cargo de acabar con la rebelión en la capital. Al tercer mes, cuando se habían completado los preparativos, tres ejércitos partieron para hacerse cargo de la rebelión. Uno se dirigió al este contra Zhang Jue mientras los otros dos, al mando de Huangfu Song y Zhu Jun fueron enviados para enfrentarse con los rebeldes de Yingchuan, Runan y Nanyang. 
Zhu recomendó que se requiriera a Sun Jian para que organizara a sus tropas y se uniera a sus fuerzas. Con una rebelión tan extendida por el territorio los comandantes imperiales estaban ansiosos por conseguir cualquier refuerzo que pudieran y las tierras del bajo Yangtzé, no involucradas ni afectadas por los movimientos de Zhang Jue, estaban lo bastante cerca como para ser una conveniente fuente de reclutas para el ejército imperial. Sun Jian llamó a sus tropas y marchó para unirse al ejército de Zhu Jun con cien hombres bajo su mando. Los combates contra los rebeldes de Yingchuan, Runan y Nanyang fueron frecuentemente feroces y de diverso éxito.
El tercer mes de 184, poco después del estallido de la rebelión, el líder rebelde Zhang Mancheng derrotó y mató al gran administrador de Nanyang y durante el cuarto mes, a comienzos del verano, Bo Cai derrotó en Yingchuan al ejército imperial bajo el mando de Zhu Yun mientras otro ejército rebelde derrotaba al gran administrador de Runan.
A mediados de 184, sin embargo, se volvieron las tornas. En el quinto mes Huangfu Song y Zhu Jun combinaron sus ejércitos para derrotar a Bo Cai y durante el sexto mes destruyeron a los rebeldes de Runan en la Batalla de Xihua en Henan. Después de este combate los dos generales se separaron; Huangfu partió para unirse al ataque a los rebeldes al norte del río Amarillo mientras Zhu se encargaba de los rebeldes de Nanyang. Para ese momento un nuevo gran administrador había derrotado y matado a Zhang Mancheng. A pesar de todo durante esa campaña los rebeldes fueron capaces de capturar la capital de la comandería, Wan, y se refugiaron allí.

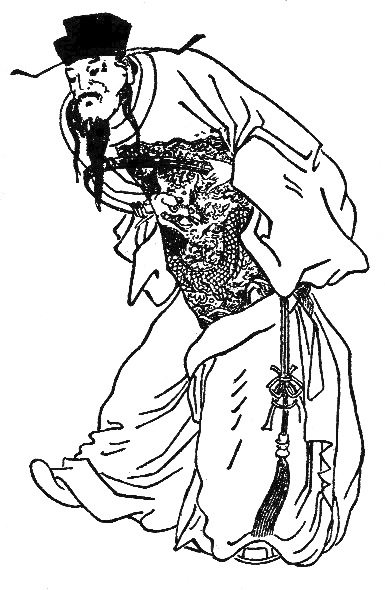
Representación de Cao Cao en la edición de la dinastía Qing del Romance de los Tres Reinos.

Durante los siguientes meses el núcleo de la campaña fue el combate dentro y en los alrededores de Wan hasta que el ejército imperial asaltó el lugar y masacró a sus defensores el undécimo mes, a mediados del invierno a comienzos de 185. La captura de Wan fue la última gran derrota de los rebeldes. Sus fuerzas en la llanura del Norte de China habían sido arrasadas en batalla por los ejércitos imperiales durante el verano, sus fortalezas asediadas y capturadas y los tres hermanos Zhang habían muerto. 
Las fuerzas de las comandancias y los condados perseguían a los restantes y dispersos rebeldes con varias operaciones de limpieza y exterminio y el duodécimo mes del año chino, a mediados de febrero de 185, el gobierno publicó una proclamación de celebración y cambió el nombre de la era por el de Zhongping (中平) o "pacificación alcanzada".
Los rebeldes fueron vencidos en febrero de 185 pero solo dos meses después la rebelión volvió a estallar. A lo largo de ese año se extendió a las montañas Taihang en la frontera occidental de Hebei, en 186 alcanzó Shaanxi, Habei y Liaoning y en 188 llegó hasta Shanxi. El mismo año un segundo levantamiento independiente aconteció en Sichuan pero no estaba coordinado con la Rebelión de los Turbantes Amarillos de otras partes del país.
En 192 el señor de la guerra Cao Cao fue capaz de lograr el sometimiento de un ejército rebelde después de que este marchara hacia la provincia de Yan. Los rebeldes finalmente dejaron de representar un desafío militar en 205.

## Consecuencias e impacto
Los ejércitos Han consiguieron la victoria y fueron capaces de eliminar rápidamente la amenaza de la rebelión de Zhang Jue, un logro notable. El coste, sin embargo, fue muy alto. A lo largo de amplias áreas los edificios gubernamentales estaban destruidos, los magistrados muertos y el contacto del gobierno central con distritos enteros se había cortado. Se había masacrado a cientos y miles de enemigos, mucha gente inocente se había quedado sin hogar y en la indigencia por culpa de la guerra y la economía y la sociedad en muchas partes de la región más poblada del imperio estaba en ruinas y sin recursos. 
El descontento persistió y aparecieron bandidos en cada distrito. El gobierno, imposibilitado para acabar con todos los disturbios menores, se vio forzado a solucionar las cosas lo mejor que pudo. Hacía falta un largo periodo de consolidación para restaurar una mínima impresión de paz y prosperidad pero no obtuvieron ni un momento de respiro.
Aunque la rebelión resultó finalmente derrotada los líderes militares y los administradores locales obtuvieron autogobierno en el proceso lo que aceleró la caída de la dinastía Han en 220. A la muerte del emperador Ling en 189 se sucedieron las luchas por el poder entre He Jin y los eunucos durante las cuales He Jin fue asesinado el 22 de septiembre de 189. El principal aliado de He Jin, Yuan Shao, respondió prendiendo fuego al palacio y asesinando a los eunucos. 
Finalmente el señor de la guerra Dong Zhuo fue capaz de lograr el control sobre el heredero menor de edad al trono, lo que usó como legitimación para ocupar la capital que sufrió un saqueo debido a este hecho. Por su crueldad Dong fue asesinado en 192 lo que preparó el escenario para el ascenso de Cao Cao al poder.
A pesar de la imagen negativa representada en la novela histórica Romance de los Tres Reinos de Luo Guanzhong y puesto que fue una rebelión a gran escala contra autoridades corruptas, muchos alzamientos campesinos en China siguieron el modelo de la Rebelión de los Turbantes Amarillos o afirmaron ser sus sucesores espirituales.

## En la ficción
La rebelión aparece en los capítulos iniciales del Romance de los Tres Reinos de Luo Guanzhong, que retrata a los hermanos Zhang como hechiceros a los que el "viejo espíritu inmortal de las tierras del sur" (a veces identificado como Zhuangzhi) les entregó el Taiping Jing. Muchos personajes de los Turbantes Amarillos fueron creados para la novela, entre ellos:
- Du Yuan, al que mata Liao Hua por secuestrar a las esposas de Lu Bei.
- Zhou Cang, rebelde reconvertido en portaarmas de Guan Yu.
- Gao Sheng, subordinado de Zhang Bao.
- Cheng Yuanzhi, derrotado por las fuerzas de Liu Bei en su primer enfrentamiento.
- Deng Mao, campeón de Cheng Yuanzhi.
- Bian Xi, un sirviente de Cao Cao que intenta matar a Guan Yu y no lo consigue.

Aunque no es un personaje de ficción Liao Hua aparece en la novela como un antiguo Turbante Amarillo en su juventud, algo muy poco probable históricamente dada la fecha de su muerte y los cálculos sobre la extensión de su vida.